# IJsselspoorbrug (Zutphen)
De IJsselspoorbrug bij Zutphen overspant de rivier de IJssel en maakt deel uit van de spoorlijn Arnhem - Leeuwarden, met aan de westzijde de lijn naar station Arnhem en een tak naar station Apeldoorn. Aan de oostzijde is station Zutphen en vervolgens de lijn naar station Zwolle en takken naar station Hengelo en station Winterswijk.
De spoorbrug ligt vlak naast een verkeersbrug, de Oude IJsselbrug (met de spoorbrug aan de noordzijde) en heeft een westelijke aanbrug met 7 overspanningen en een lengte van circa 218 meter. Daarnaast hebben de bruggen een beweegbaar deel, een hefbrug met een overspanning van 29 m. De hoofdoverspanning  is een vakwerkbrug met gebogen bovenrand met een lengte van circa 89 meter. Tot slot is er een aanbrug van circa 12 meter.

## Historie
Tussen 1862 en 1865 werd een enkelsporige spoorbrug gebouwd. De uiterwaarden werden overbrugd door zeven vakwerkbruggen. De bruggen werden ontworpen door de firma J.C. Harkort te Harkorten bij Hagen. In 1940 en 1945 werden de bruggen door oorlogshandelingen vernield. In 1945 werden de bruggen tijdelijk vervangen door een tweetal parallelle Baileybruggen. Hierna werd de gehele overbrugging in zijn huidige vorm hersteld. Op de plaats van vroegere draaibrug kwam een dubbelsporige hefbrug met aanbrug. Voor het zomerbed kon een dubbelsporige vakwerkbrug worden toegepast, samengesteld uit een in 1944 gebouwde brug afkomstig van de overbrugging van de Rijn bij Oosterbeek. De herstelde overbrugging werd ingericht voor enkelspoor. Na 1976 bleek dat deze bruggen en de betonnen poeren op de pijlers vervangen moesten worden vanwege de slechte staat. In 1980 was de nieuwe betonnen aanbrug gereed. Vervolgens werd de gehele overbrugging in 1985 voor dubbelspoor ingericht.

## Afbeeldingen

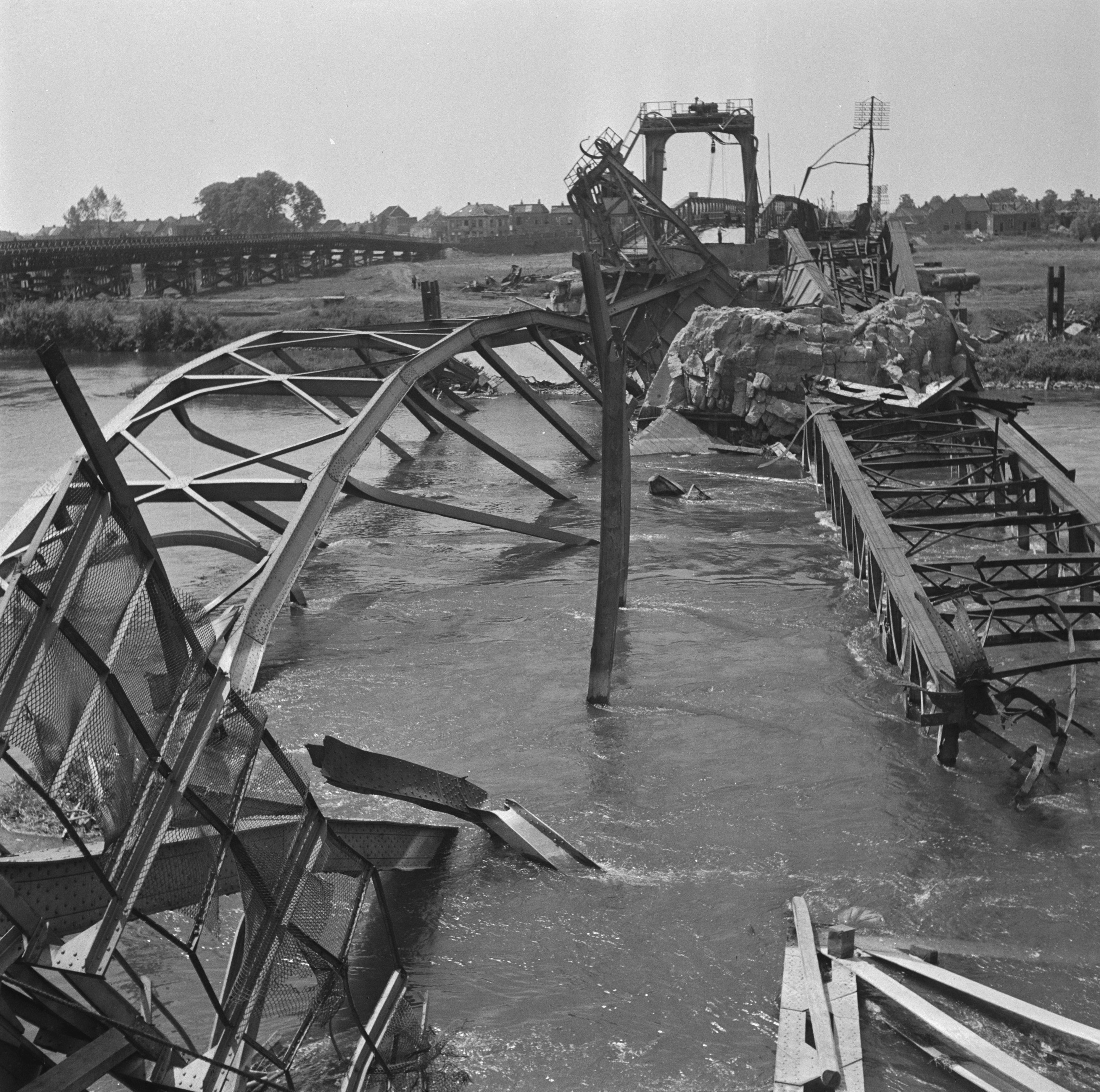
Verwoeste Weg en Spoorbrug in Zutphen, april 1945
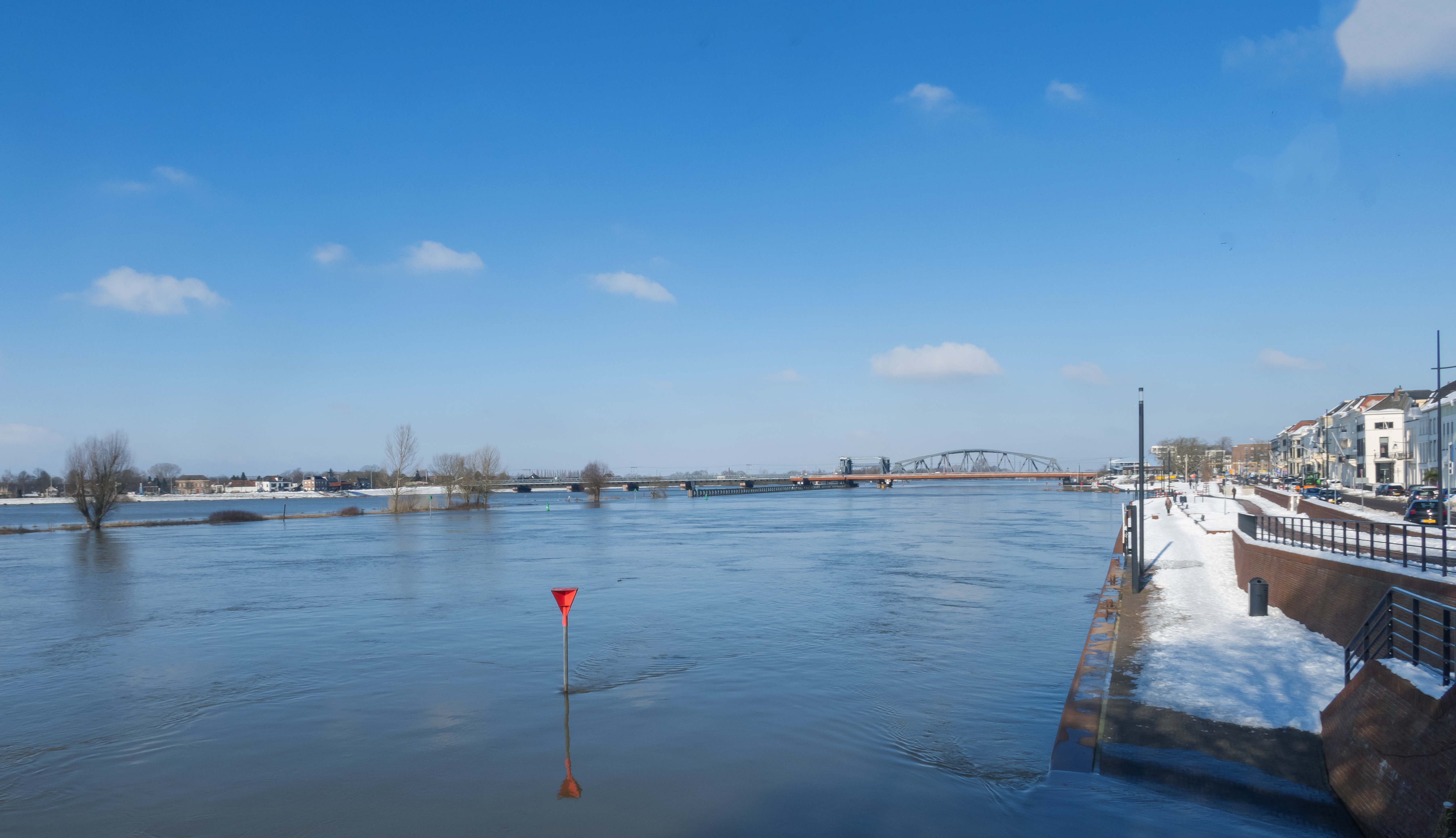
IJssel met hoog water en sneeuw
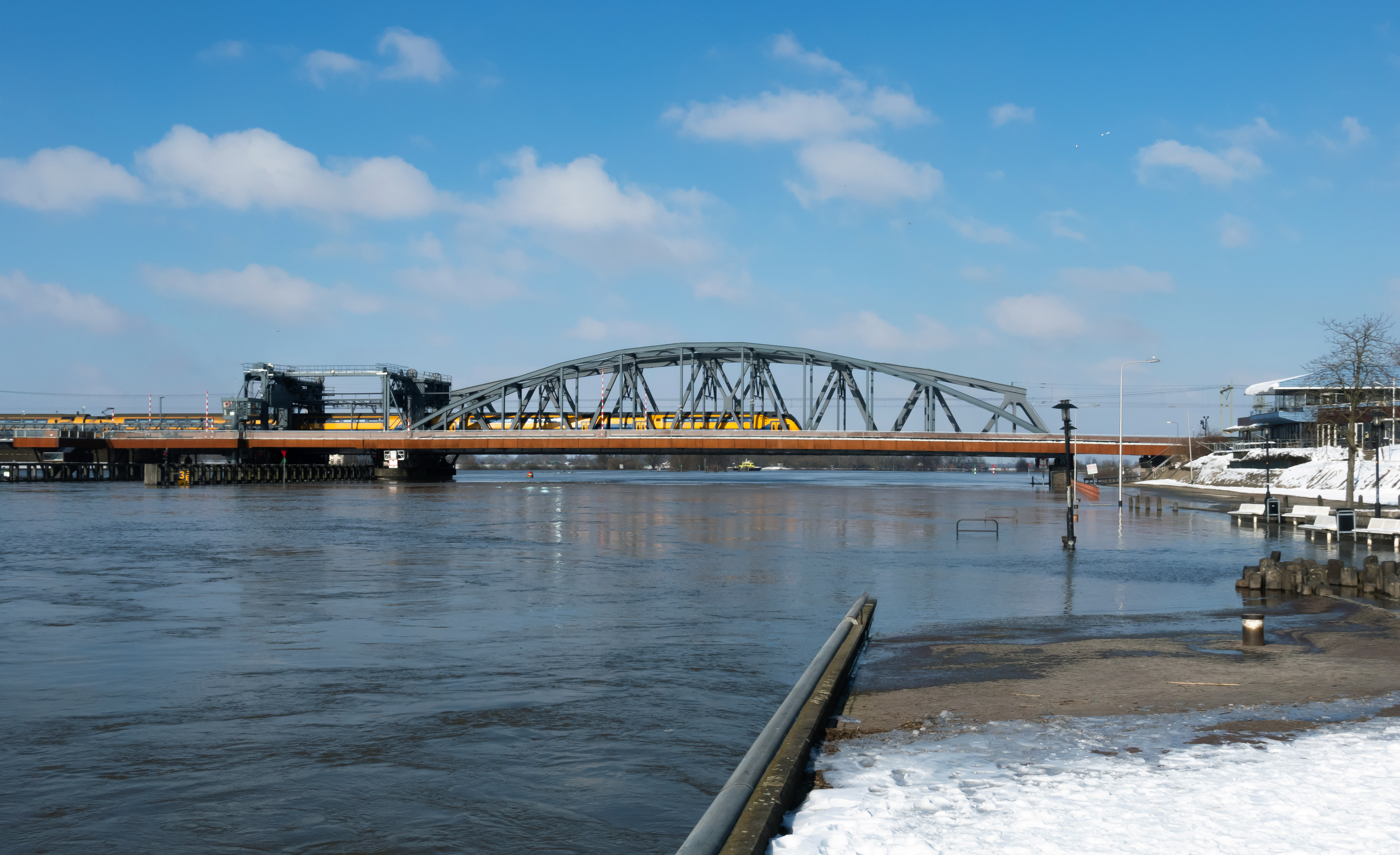
Oude IJsselbrug in de winter